# Juan Cely
Juan Francisco Cely, mais conhecido apenas como Juan Cely (ou Celly) (Santo Tomé, Província de Corrientes, 28 de julho de 1930 — Aracaju, 11 de julho de 2015), foi um treinador e ex-futebolista argentino, que atuou como meia-esquerda e direita.

## Carreira

### Como jogador
Juan Cely, o Cartita Blanca, como ficou conhecido, nasceu na cidade de Santo Tomé, na Argentina, vizinho à capital provinciana de Santa Fé, que fica à cerca de 9 km. Iniciou sua carreira de atleta no time de juniores do Estudiantes de La Plata. Jogava como meia-atacante por ambos os lados. Sua carreira como jogador durou pouco. Tentou jogar no Flamengo, mas nada acertou. Foi para o Sport, onde jogou um bom tempo. Partiu para o América-PE e depois encerrou sua carreira, em 1958, no Ferroviário.

### Como treinador
Quando pendurou as chuteiras, Cely pretendia retornar para seu país natal. Não foi possível, porque apareceu um amigo seu, convidando-o para comandar o Central de Caruaru. Foi em 1959 que iniciou sua carreira de técnico. Destacou-se no futebol sergipano, onde conquistou o título de campeão sergipano nos principais clubes profissionais do Estado: Confiança, Sergipe e Itabaiana. Na segunda divisão foi uma vez campeão pelo Propriá, duas vezes no Lagarto EC e uma no Olímpico.
Até hoje é lembrado pelos torcedores tricolores como um dos maiores técnicos (se não o maior) que já passou pelo Itabaiana. Comandou o Tremendão na vitória heroica sobre o Internacional em pleno Estádio Beira-Rio, e acreditou até o fim que poderia vencer. No fim, os sergipanos comandados pelo argentino bateram o Colorado por 1–2.
| “ | Vamos ganhar deles! É possível!                                                                                   | ” |
|   | — Juan Cely, em 23 de fevereiro de 1980 nos vestiários do Beira-Rio antes do jogo contra o Inter pelo Brasileiro. |   |

## Títulos

### Como jogador
Sport
- Campeonato Pernambucano: 1953 e 1955

Ferroviário
- Copa Fortaleza–Maranguape: 1958

### Como treinador
CRB
- Campeonato Alagoano (primeiro turno): 1963

Propriá
- Campeonato Sergipano: 1964

Sergipe
- Campeonato Sergipano: 1964, 1982 (este dividido com o Itabaiana) e 1984

Itabaiana
- Campeonato Sergipano: 1973, 1978, 1979 e 1980

Lagarto EC
- Torneio Início de Sergipe: 1976[carece de fontes?]
- Campeonato Sergipano: Bicampeão (anos indefinidos)[carece de fontes?]

Olímpico de Itabaianinha
- Campeonato Sergipano 2ª Divisão: 1990[carece de fontes?]

Confiança
- Campeonato Sergipano: 1990

## Campanhas de destaque

### Como jogador
Sport
- Campeonato Pernambucano: 1954 (vice-campeão)
- Torneio Pernambuco Bahia: 1956 (terceiro colocado)

### Como treinador
CRB
- Campeonato Alagoano: 1963 (vice-campeão)

Confiança
- Campeonato Sergipano: 1966 (vice-campeão)

Capelense
- Campeonato Alagoano (primeiro turno): 1968 (vice-campeão)

Sampaio Corrêa
- Campeonato Maranhense: 1981 (vice-campeão)

## Fatos extra-campo
- Comenta-se em Sergipe que, após ser campeão sergipano pelo Confiança em 1990 e deixar o time, rogou uma praga para que o time proletário tão cedo não fosse campeão. Coincidência ou não, o Dragão do Bairro Industrial só foi campeão estadual novamente em 2001.
- No final dos anos 1990, recebeu os títulos de Cidadão Sergipano e Aracajuano, e ganhou uma aposentadoria especial por parte do Governo do Estado de Sergipe.

## Morte
Torcedor fiel do Botafogo carioca e do Estudiantes, onde começou sua carreira, Juan Cely residia no bairro aracajuense de Novo Paraíso, com a filha Viviane e o genro Jorge Martins. Faleceu há poucos dias de comemorar seus 85 anos de idade, na manhã do dia 11 de julho de 2015, vítima de problemas de saúde agravados pela Diabetes.